# Mirim-guaçu
Mirim-Guaçu (Plebeia remota) é uma espécie de abelha social sem ferrão pertencente à tribo Meliponini, descrita por Holmberg em 1903. Não é uma espécie em risco de extinção.
É uma espécie com potencial para meliponicultura para produção de própolis e para polinização. É mansa e fácil manejo.
Estudos verificaram que a temperatura mínima para inicio de voo foi de 10 °C.
A expectativa de vida média para as operárias é de 67,7 dias e a expectativa de vida máxima de 96 dias. Para a rainha, a média de vida é um ano e meio chegando até a 4 anos.
Observou-se que a taxa de postura diária da rainha em colônias de Plebeia remota é superior a 220 ovos.

## Ninho
Constrói os ninhos em ocos de troncos de árvores apresentando entre 800 a 5 mil indivíduos e os discos de cria são dispostos em favos. O invólucro do ninho geralmente esta ausente mas pode estar presente durante os meses de frio.
Uma característica dessa espécie são os cabos de cerume que ligam estruturas e fixam os favos de cria gerando um emaranhado. A entrada do ninho é construída com própolis escuro e permite a passagem de apenas uma abelha por vez.

## Características taxonômicas
Operária: Comprimento entre 2,75 a 4 mm, corpo e pernas de coloração escura, vestígios amarelo no centro da face e abaixo das antenas, asas com pelos escuros.

## Distribuição geográfica
A Plebeia remota pode ser encontrada em na Bolívia e alguns estados brasileiros como: Espirito Santo, Minas Gerais, Paraná, Rio Grande do Sul, Santa Catarina e São Paulo.

## Interação abelha-planta
Lista de plantas que são visitadas por P. remota são:
| Nome científico                      | Nome popular |
| Acacia polyphylla                    | |
| Aiouea cf. trinervis                 | |
| Archontophoenix cunninghamiana       | |
| Archontophoenix spp.                 | |
| Asparagus spp.                       | |
| Baccharis spp.                       | |
| Begonia luxurians                    | |
| Borreria radula                      | |
| Cabralea canjerana                   | cedro-canjerana |
| Cabralea spp.                        | |
| Calyptranthes lucida                 | |
| Campomanesia guazumifolia            | |
| Casearia decandra                    | |
| Cecropia spp.                        | |
| Clethra scabra                       | |
| Coccoloba aff. ovata                 | |
| Coccoloba martii                     | |
| Croton macrobothrys                  | |
| Cupania oblongifolia                 | |
| Cupania zanthoxyloides               | |
| Dendropanax cuneatus                 | |
| Elephantopus mollis                  | |
| Erythroxylum deciduum                | |
| Eucalyptus spp.                      | |
| Eugenia oblongata                    | |
| Eugenia reitziana                    | |
| Eugenia spp.                         | |
| Euplassa hoehnei                     | |
| Euterpe edulis                       | Palmeira Içara |
| Foeniculum vulgare                   | Funcho |
| Geonoma gamiova                      | |
| Gochnatia polymorpha subsp. Floccosa | Cambará |
| Gordonia fruticosa                   | |
| Guapira opposita                     | |
| Guapira spp.                         | |
| Hedyosmum brasiliense                | |
| Heisteria silvianii                  | |
| Impatiens balsamina                  | |
| Inga vulpina                         | |
| Lantana camara                       | camará, cambará, camará-de-cheiro, camará-de-espinho, cambará-de-cheiro, cambará-de-chumbo, cambará-de-espinho, cambará-miúdo, cambará-verdadeiro e cambará-vermelho |
| Lithraea molleoides                  | Aroeira-brava |
| Ludwigia sericea                     | |
| Marlierea spp.                       | |
| Melia azedarach L.                   | cinamomo, cinamão ou amargoseira |
| Miconia theaezans                    | |
| Mikania aff. Trinervis               | |
| Mikania cf. smaragdina               | |
| Mikania conferta                     | |
| Mikania trinervis                    | |
| Mikania ulei                         | |
| Mimosa daleoides                     | |
| Mimosa dolens var. acerba            | |
| Mollinedia spp.                      | |
| Muntingia calabura                   | Calabura |
| Myrcia glabra                        | |
| Myrcia pubipetala                    | |
| Myrcia rostrata                      | |
| Myrcia tomentosa                     | |
| Ocotea cf. paranapiacabensis         | |
| Ocotea glaziovii                     | |
| Ocotea puberula                      | |
| Ocotea spp.                          | |
| Oreopanax capitatus                  | |
| Pera glabrata                        | abeluda-do-mato, folha-miuda, sapateiro, tamanqueira e pau-de-sapateiro, sete-casca, tabacuva, tabocuva e coração-de-bugre.                                          |
| Persea alba                          | |
| Pfaffia pulverulenta                 | |
| Piptadenia spp.                      | |
| Piptocarpha oblonga                  | |
| Protium widgrenii                    | |
| Prunus sellowii                      | |
| Psychotria cf. vellosiana            | |
| Rapanea umbellata                    | |
| Rhododendron indicum                 | Azáleia |
| Rhus vernicifera                     | |
| Ricinus communis                     | Mamona |
| Sapium glandulatum                   | |
| Schinus engleri                      | |
| Schinus terebinthifolia              | Aroeira-vermelha |
| Schizolobium denudatum               | |
| Senecio brasiliensis                 | |
| Senecio desiderabilis                | |
| Solanum inaequale                    | |
| Solanum megalochiton                 | |
| Solidago chilensis                   | |
| Struthanthus staphylinus             | |
| Syagrus romanzoffiana                | |
| Symplocos spp.                       | |
| Syzygium jambos                      | Jambo |
| Tipuana speciosa                     | |
| Tovomitopsis paniculata              | |
| Verbesina sordescens                 | |
| Vernonia cognata                     | |
| Weinmannia paulliniifolia            | |
| Weinmannia pinnata                   | |
| Zanthoxylum hyemale                  | |